# 이효공
이효공(李孝恭, 591 ~ 640)은 중국 당나라의 개국 공신이다. 작호는 하간왕(河間王), 시호는 원(源)이다. 고조 이연의 오촌 조카로, 수말당초의 군웅인 보공석(輔公祏), 소선(蕭銑)의 세력을 평정했다.

## 같이 보기
- 수말당초
- 능연각 24공신
- 당 고조 이연
- 당 태종 이세민